# Alfred von Pischof

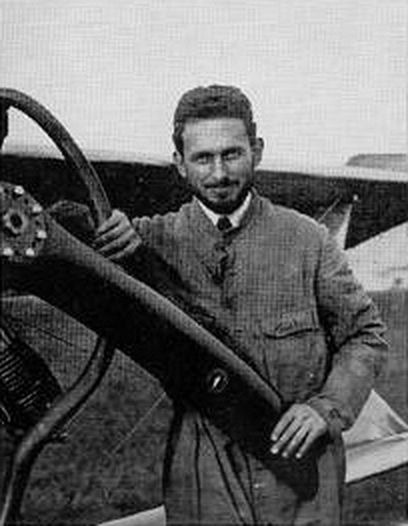
Alfred von Pischof

Alfred Ritter von Pischof (* 17. Mai 1882 in Wien; † 12. August 1922 bei Villacoublay in Frankreich) war ein österreichischer Flugpionier.

## Werdegang
Alfred von Pischof besuchte vier Jahre das Wiener Theresianum und anschließend eine Realschule in Krems. Als Einjährig-Freiwilliger diente er beim 42. Divisionsartillerieregiment in Wien. Anschließend ging von Pischof nach Paris, wo er von 1901 bis 1907 das Collège Chaptal und die École Spéciale des Travaux Publics besuchte. Sein Gebiet war vor allem Straßen- und Eisenbahnbau, wie bereits vor ihm sein Großvater Matthias von Pischof, der ebenfalls zu den Eisenbahnspezialisten zählte. Da ihn die Flugtechnik ebenfalls begeisterte, besuchte er des Öfteren die Werkstätte der beiden Brüder Charles und Gabriel Voisin, die ebenfalls bereits Gleitflugzeuge bauten.
Im Frühjahr 1906 baute er bereits selbst sein erstes kleines Flugzeugmodell und im Sommer darauf flog er auch selbst mit einem Gleitflieger. 1907 konnte er bereits seinen ersten Segelflugapparat und seinen ersten motorisierten Doppeldecker bauen.
Bei Louis Blériot wurde er kaufmännischer Direktor. In Mourmelon-le-Grand bei Châlons-sur-Marne lernte er fliegen. Nach Wien kehrte Pischof im Oktober 1909 zurück und wurde bei der Firma Werner & Pfleiderer Konstrukteur.
In dieser Funktion entwarf und baute er ein Eindeckerflugzeug, den sogenannten Pischof-Autoplan. Den Jungfernflug absolvierte dieses Flugzeug am 9. März 1910 am Flugfeld Wiener Neustadt über eine Strecke von 400 Metern. Bei weiteren Flugversuchen und mit zunehmender Beherrschung seines Autoplans steigerten sich erzielten Flugweiten immer mehr und am 17. April absolvierte von Pischof die ersten für den Erwerb des Flugzeugführerscheins benötigten Flugrunden, wobei Geschwindigkeiten bis 65,5 km/h erreicht wurden. Beim Aero-Club legte er schließlich am 24. April 1910 auf diesem Flugapparat seine Prüfung zum Erlangen des Aviatischen Diplom, dem Pilotenschein, mit der laufenden Nummer zwei ab. Der Autoplan erwies sich als stabiles Fluggerät, mit dem auch Passagiere befördert werden konnten; so absolvierten von Pischof und seine Frau am 8. Mai einen Flug von 13,5 min Dauer. Einen Tag später fand ein 14-minütiger Flug über 45 km von Wiener Neustadt über Wöllersdorf, Felixdorf und Steinabrückl mit Rückkehr zum Startpunkt statt, der erste österreichische Überlandflug überhaupt. Beim Budapester Flugmeeting errang der Flugpionier mit seiner Konstruktion am 5. Juni 1910 mit 66,4 km/h den zweiten Platz im Geschwindigkeitswettbewerbs und im Neukonstruktionswettbewerb hinter der Etrich Taube; weiterhin führte er einen weiteren Überlandflug von Budapest nach Labatlan über eine Entfernung von 65 km durch. Aufgrund dieser aufsehenerregenden Leistungen wurde das Flugzeug von Februar 1911 bis Mai 1914 in den Österreichisch-ungarischen Autoplan Werken in Wien und im Zweigwerk Paris in Serie gefertigt.
Er selbst wurde Leiter eines Werkes in der Nähe von Kiew. Nach Beginn des Ersten Weltkrieges wurde er Werksleiter in Odessa der Flugzeugfabrik Anatra, später Leiter des Flugzeugparks des General Wrangel.
Nach dem Ersten Weltkrieg kehrte er nach Frankreich zurück, wo er sich nur mehr mit dem Bau von Kleinflugzeugen beschäftigte. Beim Testflug seines Modells Avionette stürzte er bei einem Flug von Villacoublay nach Orly ab.

## Auszeichnungen
- Palme der Französischen Akademie der Wissenschaften
- beim Budapester Flugmeeting erhielt er den 2. Preis für Neukonstruktionen
- Alfred-Pischof-Gasse in Wien-Donaustadt und Wiener Neustadt